# Gurung
I Gurung sono un popolo di etnia mongolo-tibetana stanziata nel versante occidentale dell'Himalaya, nel Nepal, fra la zona di Gorkha e Baglung e le pendici meridionali dell'Annapurna. I villaggi della regione dell'Annapurna come Ghandruk, Choomrong, Sinwa e Kimrong sono a prevalenza Gurung. 
Sono famosi perché hanno conferito molti soldati ai reggimenti Gurkha dell'esercito del Regno Unito, vere e proprie truppe scelte d'assalto, impiegate anche in campo europeo nella Seconda guerra mondiale. Ordinariamente sono coltivatori di riso e mais sui terrazzamenti ricavati sui ripidi fianchi delle colline, ma sono pure allevatori di greggi di pecore e capre assai numerosi che spostano, con vere e proprie transumanze, nel periodo estivo dei monsoni, sugli alpeggi in quota. Spesso i loro villaggi sono arroccati in zone impervie e distanti dalle vie di comunicazione poste in fondo alle valli.